# Хартфорд (Алабама)
Хартфорд (енгл. Hartford) град је у америчкој савезној држави Алабама. По попису становништва из 2010. у њему је живело 2.624 становника.

## Демографија
Према попису становништва из 2010. у граду је живело 2.624 становника, што је 255 (10,8%) становника више него 2000. године.
| Група             | 2000.         | 2010.         |
| Белци             | 1.844 (77,8%) | 2.017 (76,9%) |
| Афроамериканци    | 465 (19,6%)   | 470 (17,9%)   |
| Азијати           | 0 (0,0%)      | 3 (0,1%)      |
| Хиспаноамериканци | 40 (1,7%)     | 81 (3,1%)     |
| Укупно            | 2.369         | 2.624         |